# Yusuf Yalçın Arslan
Yusuf Yalçın Arslan (* 23. März 1998 in Manavgat) ist ein türkischer Fußballspieler.

## Karriere

### Verein
Arslan kam in der türkischen Mittelmeerstadt Manavgat auf die Welt. Hier begann er mit dem Vereinsfußball in der Jugend von Antalya Anadolu SK und spielte dann für die Nachwuchsabteilungen von Evrenseki Belediyespor, Antalya Kadriyespor, Bucaspor und Altınordu İzmir.
Zur Saison 2016/17 erhielt er bei letzterem einen Profivertrag, spielte aber weiterhin überwiegend für die Nachwuchs- bzw. Reservemannschaften. Erst nach der Winterpause dieser Saison wurde er Teil der Profimannschaft und gab schließlich am 28. Januar 2015 in der Pokalbegegnung gegen Bayburt Grup İl Özel İdare GS sein Profidebüt und in der Zweitligabegegnung vom 2. Oktober 2016 gegen Sivasspor sein Ligadebüt.

### Nationalmannschaft
Arslan spielte von der türkischen U-15- bis zur U-19-Nationalmannschaft in allen Jugendnationalmannschaften seines Landes. Mit der türkischen U-16-Nationalmannschaft nahm er 2014 am Kaspischen Pokal teil und wurde bei dem Turnier mit seinem Team Zweiter.

## Erfolge
Mit der türkischen U-16-Nationalmannschaft
- Zweiter im Ägäis-Pokal: 2014
- Zweiter im Kaspischen Pokal: 2014